# Undine Gruenter
Undine Gruenter (* 27. August 1952 in Köln; † 5. Oktober 2002 in Paris) war eine deutsche Schriftstellerin.

## Leben
Gruenter war die Tochter der Schriftstellerin Astrid Gehlhoff-Claes und des Germanisten Rainer Gruenter. Sie verbrachte ihre ersten eineinhalb Lebensjahre in einem Waisenhaus.
Undine Gruenter studierte Jura, Literaturwissenschaft und Philosophie an den Universitäten Heidelberg, Bonn und Wuppertal; Rektor der letztgenannten Universität war zu der Zeit ihr Vater Rainer Gruenter. Sie war mit dem Literaturwissenschaftler Karl Heinz Bohrer verheiratet.
1986 erhielt sie den Förderpreis des Landes Nordrhein-Westfalen für Literatur.
Ab 1987 lebte sie in Paris. Zwei Monate, bevor sie im Oktober 2002 an Amyotropher Lateralsklerose starb, vollendete Undine Gruenter ihren letzten Roman: Der verschlossene Garten. Ihr Nachlass befindet sich im Deutschen Literaturarchiv Marbach.
Undine Gruenter starb am 5. Oktober 2002 in Paris im Alter von 50 Jahren.

## Werke
- 1986 Ein Bild der Unruhe (Roman)
- 1989 Nachtblind (Erzählungen)
- 1991 Das gläserne Café (Erzählungen)
- 1992 Vertreibung aus dem Labyrinth (Roman)
- 1993 Epiphanien, abgeblendet (Prosastücke)
  - Neuauflage 2010: Epiphanien, abgeblendet. 56 Prosastücke. Berliner Taschenbuch Verlag, Berlin 2010 ISBN 978-3-8333-0669-3
- 1995 Der Autor als Souffleur. Journal 1986 – 1992
- 2001 Das Versteck des Minotauros (Roman)
- 2003 Sommergäste in Trouville. Erzählungen. Hanser, München, ISBN 978-3-446-25324-7.
- 2004 Der verschlossene Garten. Roman. Hanser, München, ISBN 978-3-446-20456-0.
- 2005 Pariser Libertinagen (Prosa)
- 2008 Durch den Horizont – ein Poem